# Cori Bush
Cori Bush   (Saint Louis, 21 de juliol de 1976) és una política del Partit Demócrata, infermera graduada, pastora i activista estatunidenca. És representant electa en la Cambra de Representants pel primer districte de Missouri. Cori és la primera dona afrodescendent elegida com a congressista en la Cambra de Representants dels Estats Units per l'estat de Missouri.
Amb un grau professional d'infermeria, Bush va treballar a Ferguson (Missouri) com a infermera de triatge. El seu interès per la política va començar després delsdisturbis de Ferguson de 2014 per la mort de Michael Brown. Segons va declarar, va ser colpejada per un oficial de policia, però no va ser detinguda. És activista del Centre Martin Luther King per al Canvi Social No Violent. Forma part de la tendència Socialistes Democràtics d'Amèrica del Partit Demòcrata.
L'any 2020, després de sorit guanyadora el 4 d'agost en les eleccions primàries del seu partit, va ser candidata a la Cambra, triunfant el 3 de novembre, amb el 78.9% dels vots en el seu districte.